# Steyermühl
Steyrermühl es un asentamiento situado en la Alta Austria, en la zona de of Laakirchen, Austria. Acoge algunas importantes compañías austríacas del sector del papel.
El lugar se hizo conocido en el caso HumanPlasma, ya que era uno de los lugares clave para la trama de dopaje desarticulada en dicha operación.